# Basilique Saint-Joseph-de-Cupertino
La basilique Saint-Joseph-de-Cupertino (en italien, Basilica di San Giuseppe da Copertino) est un important sanctuaire catholique de la ville d'Osimo, dans la région des Marches, qui s'élève sur la place principale du centre ville  et conserve à l'intérieur les restes de Joseph de Cupertino un moine franciscain, saint patron d'Osimo et des étudiants.

## Historique
La basilique du XIIIe siècle était initialement dédiée à saint François d'Assise, qui visita la ville d'Osimo en 1215 et 1220.
Ce n'est qu'après la béatification par le pape  Benoît XIV de Joseph de Cupertino le 24 février 1753 que la
basilique prit son nom. Le 16 juillet 1767, il fut déclaré saint par le pape Clément XIII et son corps fut placé sous le maître-autel dès 1771.
Il se trouve aujourd'hui dans une crypte construite en 1963. Des anges dorés brandissent un sarcophage en verre avec le saint en costume de frère.
L'intérieur de l'église abrite une Vierge et des saints intronisés d'Antonio Solario et une Crucifixion de Francesco Solimena. Ce dernier tableau a été déplacé ici en 1893 depuis la tour du Palazzo Comunale. Les quartiers du saint dans le monastère adjacent, où il résida de 1657 à 1663, ainsi que son oratoire attenant, sont ouverts aux visiteurs. Entre 1933 et 1937, Gaetano Bocchetti (it) a peint l'abside avec une Gloire de saint Joseph et d'autres murs avec des Vies de saints franciscains. Un autel abrite le corps du bienheureux Benvenuto Bambozzi (1809-1875). La sacristie conserve des fresques du XIVe siècle et une toile représentant l'€xtase de saint Joseph lors de sa visite à la Santa Casa di Loreto (1781) de Mazzanti.

## Galerie

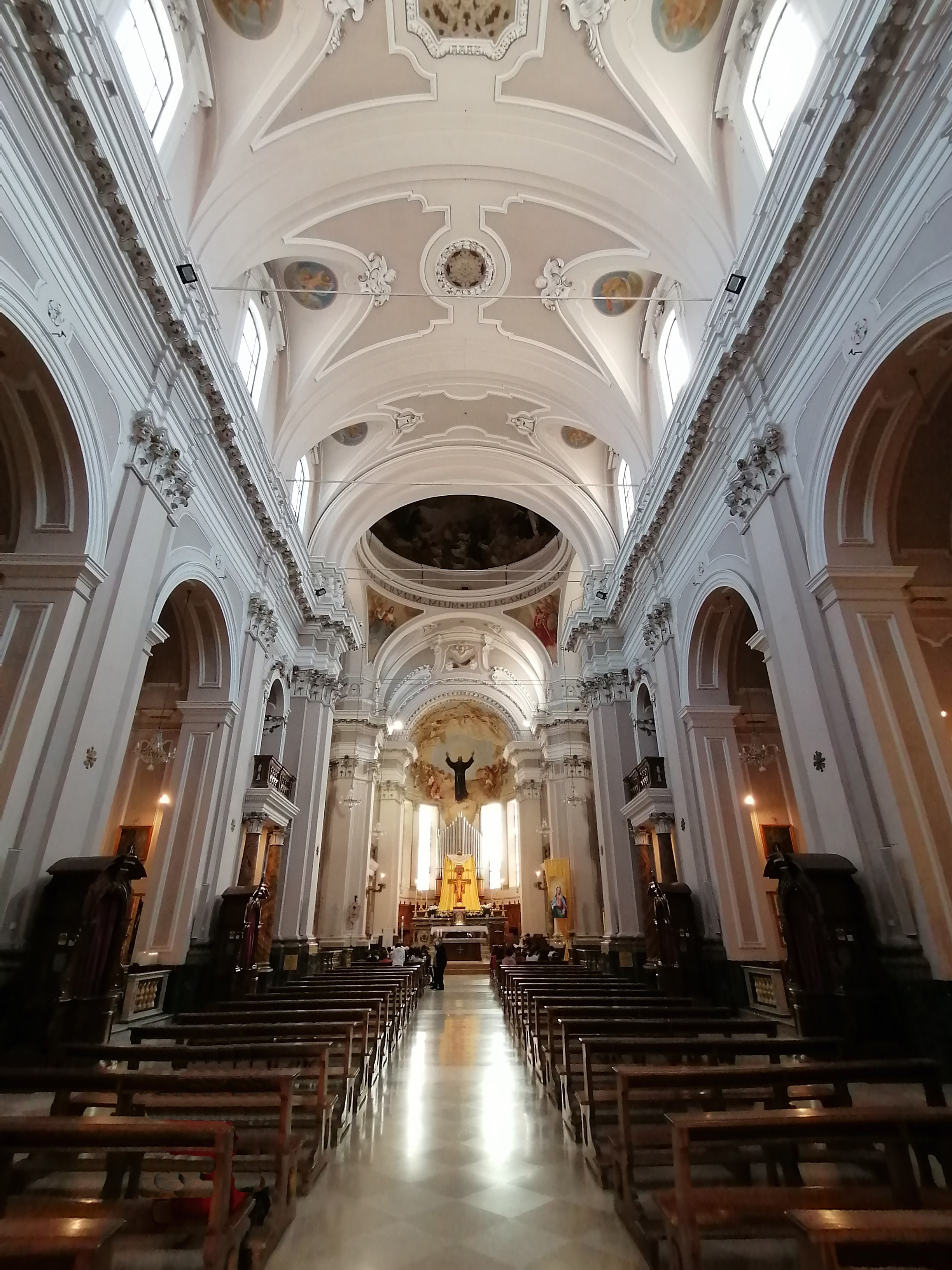
L'intérieur baroque.
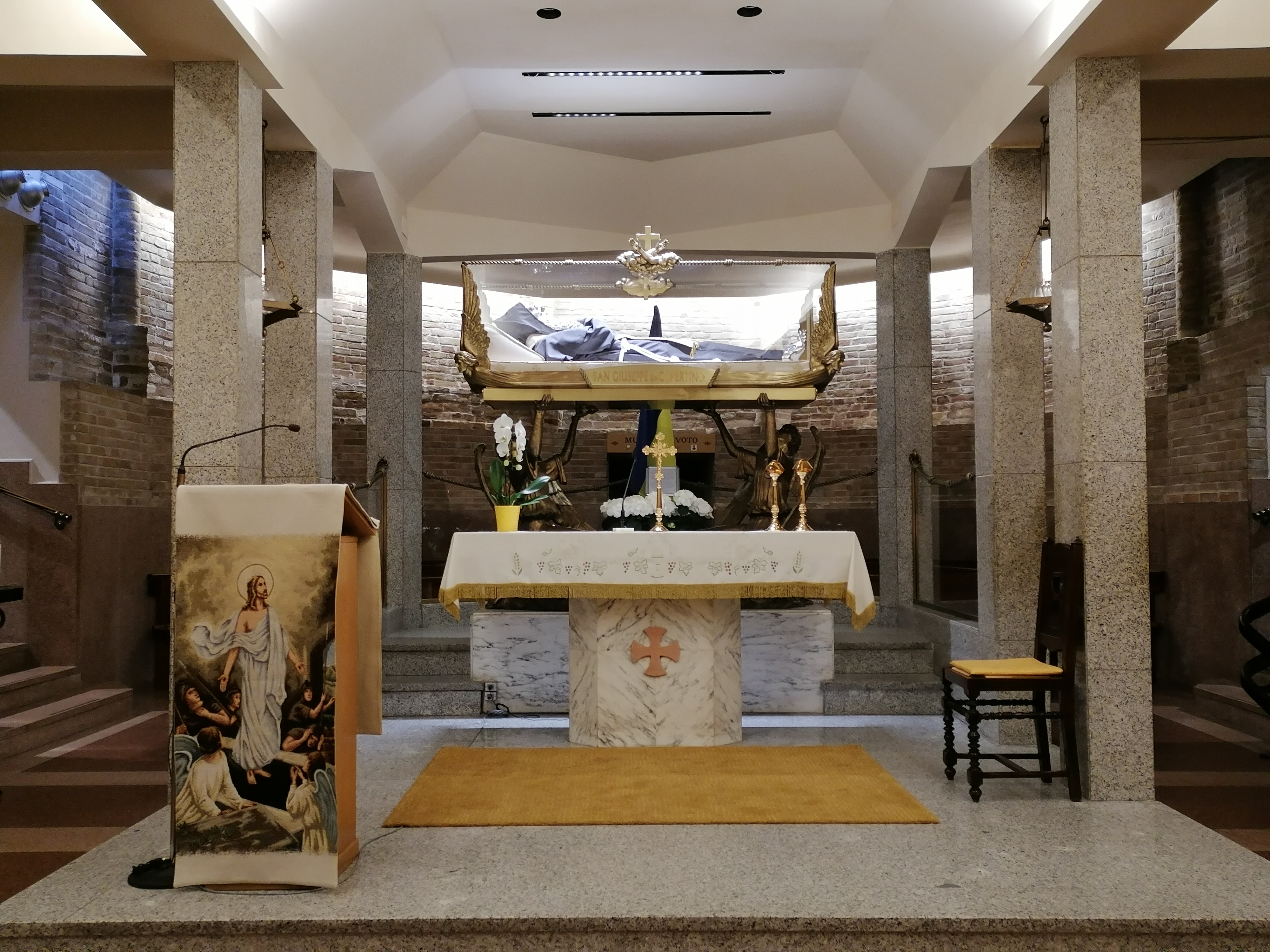
La crypte.
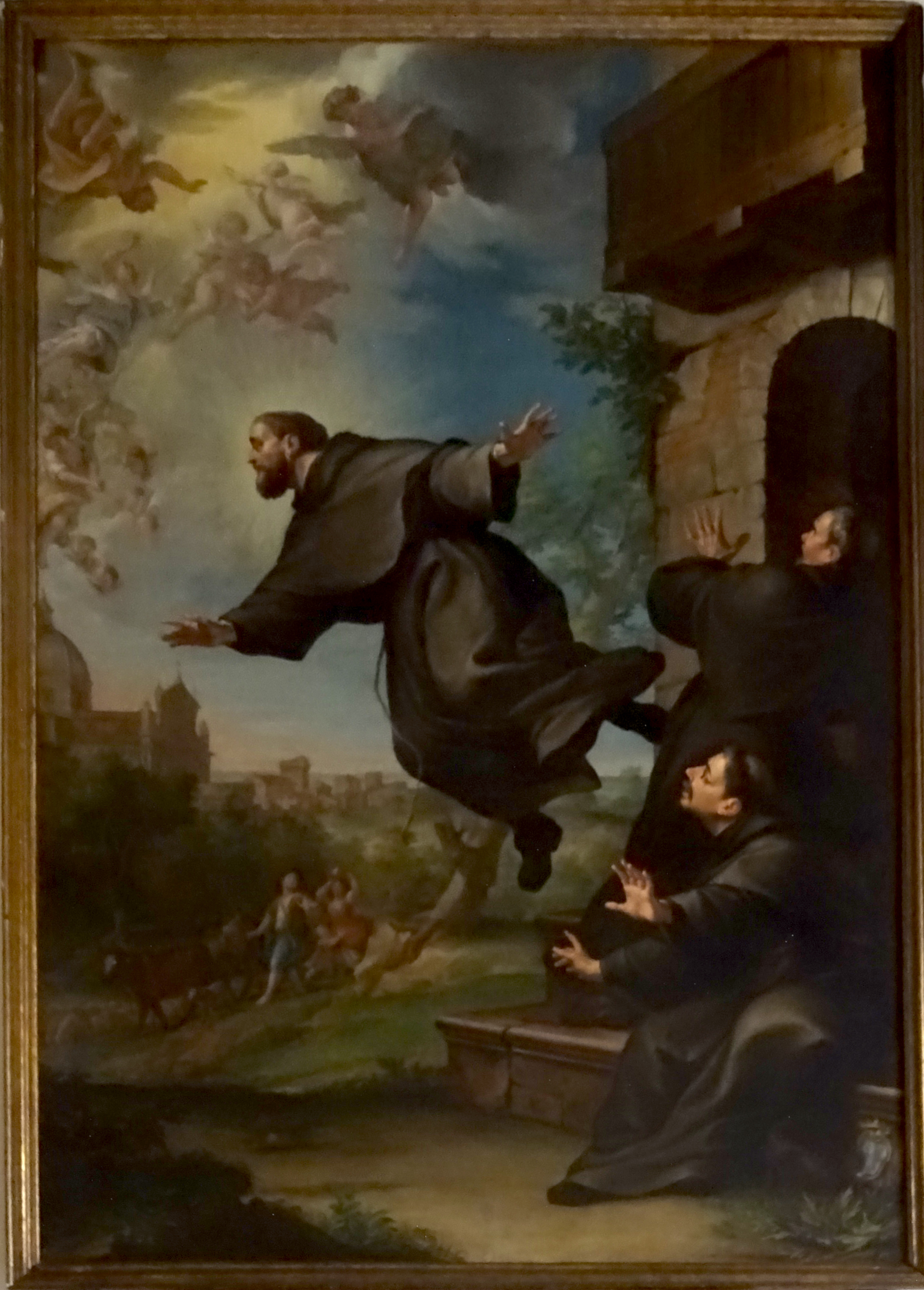
Saint Joseph de Cupertino de Ludovico Mazzanti.
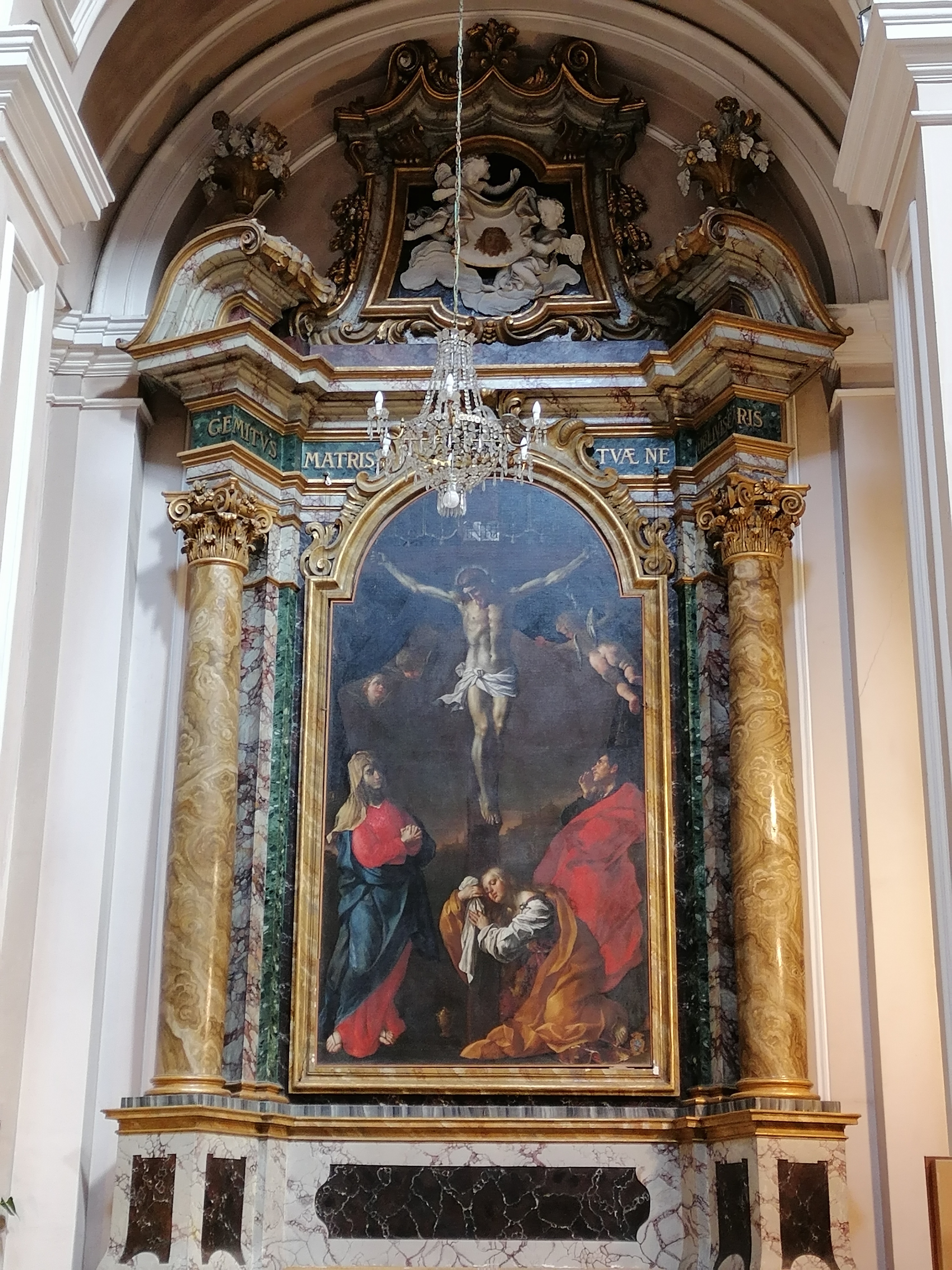
La Crucifixion de Francesco Solimena.